# Luhov
Luhov (deutsch Lohof) ist eine Siedlung der rund 5 km südöstlich gelegenen Stadt Toužim (Theusing) im Okres Karlovy Vary (Bezirk Karlsbad). Die Gemarkung umfasst etwa eine Fläche von 2,44 km² und liegt auf ca. 647 m.

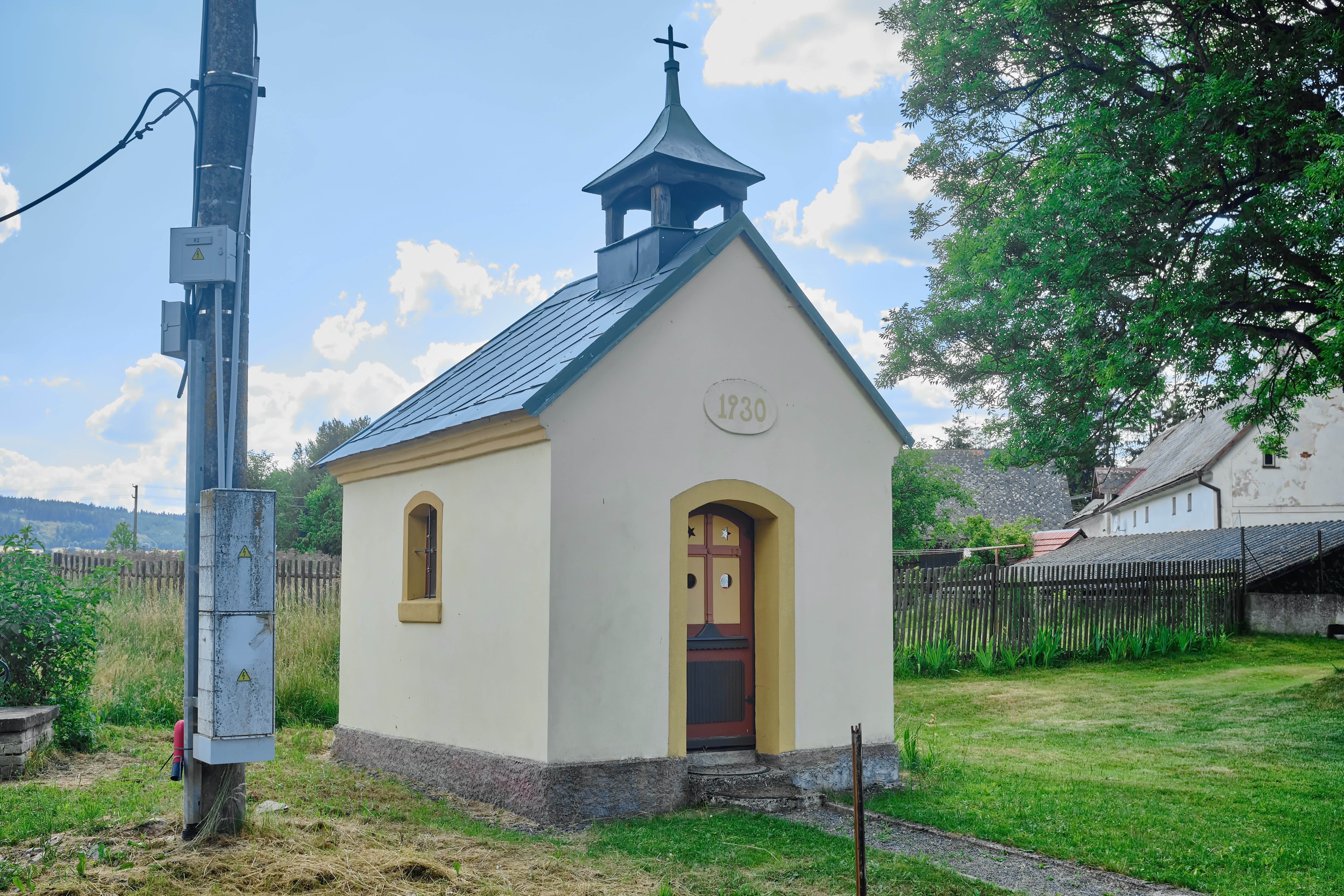
Örtliche Kapelle

## Geschichte
Erstmals erwähnt wurde Lohof 1379. Die Einwohnerzahl betrug 2011 29. Die anderen Zahlen stammen von der Internetseite der Stadt.
| Jahr      | 2010 | 2011 | 2015 | 2020 |
| --------- | ---- | ---- | ---- | ---- |
| Einwohner | 10   | 29   | 7    | 6    |
| Häuser    | 49   | -    | 49   | 49   |

## Belege
1. ↑  STATISTICKÝ LEXIKON OBCÍ ČESKÉ REPUBLIKY 2013 Podle správního rozdělení k 1. 1. 2013 a výsledků sčítání lidu, domů a bytů  k 26. březnu 2011 Zpracoval Český statistický úřad ve spolupráci s Ministerstvem vnitra ČR. (PDF) 1. Januar 2013, S. 276, abgerufen am 16. März 2024 (tschechisch).
2. ↑  Luhov - Luhov - Oficiální stránky města Toužim. Abgerufen am 17. März 2024.